# Asselborner Hof
Asselborner Hof ist ein Ortsteil im Stadtteil Herrenstrunden von Bergisch Gladbach. 

## Geschichte
Die Straße wurde 1936 nach einem mittelalterlichen Rittergut benannt, das erstmals 1294 im Zusammenhang mit Giselbert de Astelburne erwähnt wurde. Nahe der heutigen Straße findet sich im Urkataster die Bezeichnung Assenborns Hof. Der Asselborner Hof war von Grundsteuern und Diensten befreit, weil es sich um ein kleines freiadeliges Gut handelte, das kein eigenes Hofgericht besaß. Die Herkenrather Ordnung der Kirchenbänke von 1630 gibt dem Gut den Namen Asselborner Hoff. Das Gut zerfiel im 18. Jahrhundert infolge von Erbteilungen. 1936 wurde die Straßenbezeichnung erforderlich, weil hier die Gemeinnützige Gartensiedlungsgesellschaft Gronauerwald eine kleinbäuerliche Siedlung anlegte.